# 名古屋市立篠原小学校
名古屋市立篠原小学校（なごやしりつ しのはらしょうがっこう）は、名古屋市中川区丸米町にある公立小学校である。

## 歴史
1947年（昭和22年）4月に名古屋市立常磐小学校の分教場として設立されたのがはじまりである。翌年4月1日には、同校より分離独立し、名古屋市立篠原小学校となった。校名は、篠笹の繁茂する地であったことに由来する「篠原」の地名に、子供たちが篠笹のように育って欲しいとの思いを仮託し、命名したものという。

### 児童数の変遷
『愛知県小中学校誌』（2018年）によると、児童数の変遷は以下の通りである。
| 1948年（昭和23年） | 249人 |  |
| 1957年（昭和32年） | 502人 |  |
| 1967年（昭和42年） | 786人 |  |
| 1977年（昭和52年） | 931人 |  |
| 1987年（昭和62年） | 624人 |  |
| 1997年（平成9年）  | 523人 |  |
| 2007年（平成19年） | 651人 |  |
| 2017年（平成29年） | 576人 |  |

## 通学区域
所管する名古屋市教育委員会は、2018年（平成30年）9月1日現在、中川区のうち、馬手町1丁目・大畑町1丁目・押元町・上流町・上脇町・清船町1～4丁目・篠原橋通1～2丁目・太平通2～4丁目・富船町5丁目・細米町2丁目・松ノ木町・丸米町・三ツ屋町・宮脇町の全域および篠原橋通3丁目・太平通1丁目・太平通5丁目・蔦元町2丁目・平戸町一丁目・細米町1丁目・八家町1丁目・好本町3丁目の各一部を通学区域として指定している。
また、卒業後の進学先は名古屋市立長良中学校となっている。

## 交通アクセス
- 名古屋市営バス野立橋停留所が最寄バス停である[WEB 1]。

### WEB
1. 1 2  名古屋市役所教育委員会事務局総務部企画経理課企画統計係 (2018年9月18日). “中川区の小・中学校一覧”.   名古屋市. 2018年11月14日閲覧。
2. ↑  名古屋市教育委員会事務局総務部教育環境計画室計画係 (2018年9月1日). “名古屋市立小・中学校の通学区域一覧（中川区）” (PDF).   名古屋市. 2018年11月15日閲覧。
3. ↑  教育委員会事務局総務部教育環境計画室計画係 (2018年4月1日). “名古屋市立中学校区一覧（小→中）” (PDF).   名古屋市. 2018年11月15日閲覧。

### 文献
1. 1 2 3  中川区制50周年記念誌編集委員会 1987, p. 421.
2. ↑  六三制教育七十周年記念 愛知県小中学校誌 合同記念誌編集特別委員会 2018, p. 227.